# Nemoura cochleocercia
Nemoura cochleocercia is een steenvlieg uit de familie beeksteenvliegen (Nemouridae). De wetenschappelijke naam van de soort is voor het eerst geldig gepubliceerd in 1962 door Wu.